# حميد المبارك
الشيخ حميد بن إبراهيم بن ناصر المبارك البحراني أحد أبرز علماء الدين الشيعة في البحرين. يعتبر أحد أبرز خطباء المنبر الحسيني في البحرين بمحاضراته التي يدأب جمع من الشباب على حضورها، وهو أيضًا مدرس في الحوزات العلمية في البحرين للبحث الخارج، كما تقلد منصب القضاء بعد عودته من قم في التسعينات، وفي الآونة الأخيرة ظهر له بعض المؤلفات وبعض الاهتمامات بالحداثة.

## النشأة
ولد في قرية البساتين ويرجع أصله إلى قرية توبلي التي هاجر منها والده الشيخ إبراهيم إلى عالي، هاجر إلى مدينة قم في إيران بداية الثمانينات، ومكث بها يطلب العلم، فأخذ المقدمات حتى حضر البحث الخارج لدى أعلامها، فقد حضر بحث جماعة من الفقهاء منهم الشيخ حسين وحيد الخراساني، والشيخ جواد التبريزي، والشيخ حسين المؤيد.